# Psautier

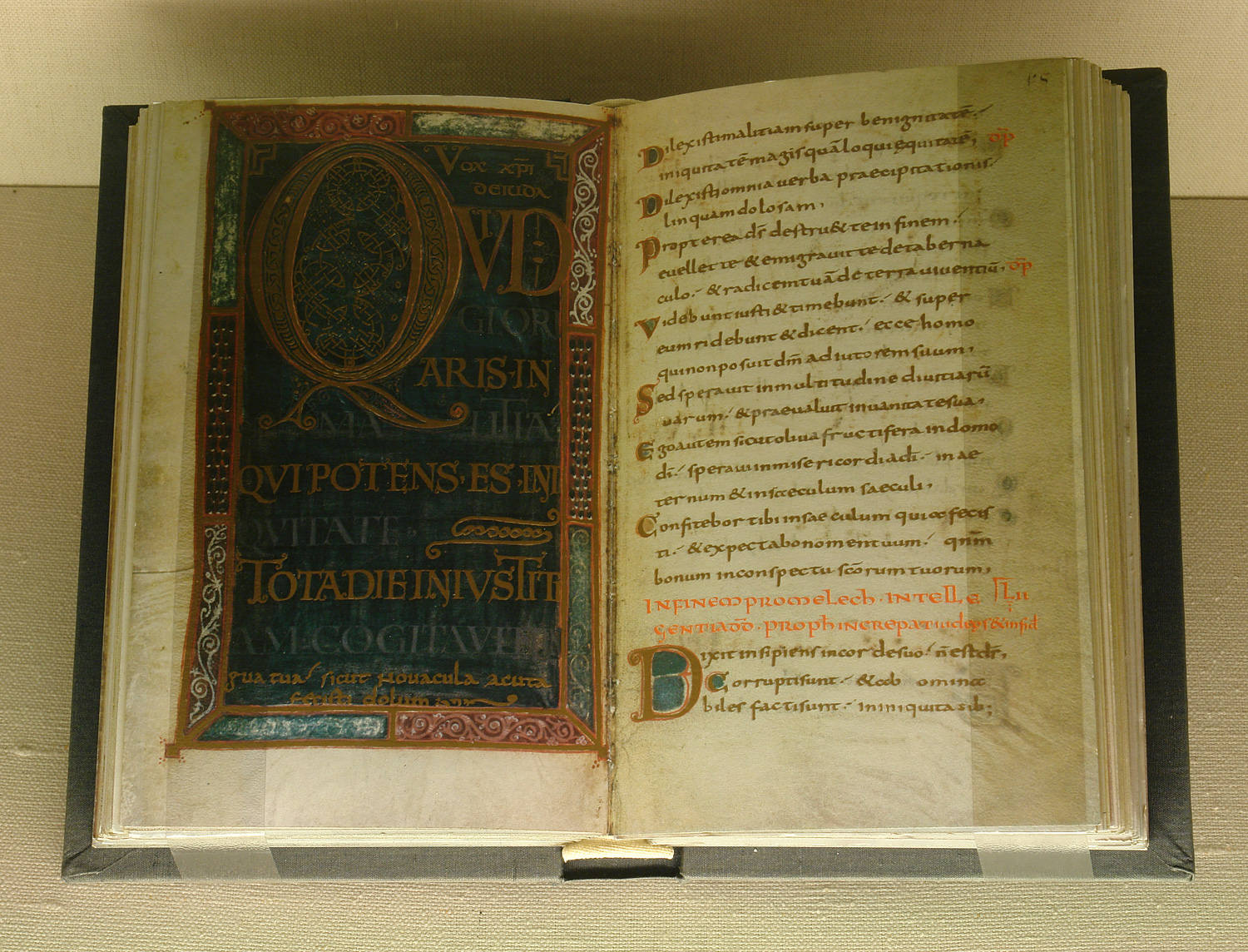
Psautier de Dagulf

Un psautier est un recueil de psaumes, souvent associé avec d'autres textes religieux comme un calendrier liturgique ou les litanies des saints. Il était au Moyen Âge et à la Renaissance généralement enluminé et rédigé en latin issu de la traduction de la Vulgate en Occident ou en grec de la Septante en Orient.
Les psautiers de Sainte-Marie sont des rosaires remontant à Alain de La Roche (XVe siècle). La vénération pour la vierge Marie propre au XVe siècle poussa l'auteur à compléter les 150 prières (3 séries de 50 versets chacun) du « Notre Père » par un nombre égal d’Ave Maria. Le psautier de Sainte-Marie était très répandu chez les cisterciens et les chartreux.
Chez les catholiques, l'usage du psautier est remplacé peu à peu par celui du bréviaire (pour le clergé, et du livre d'heures pour les laïcs), du XIe siècle au XVIe siècle.
Lors de la réforme protestante les traductions des corpus en français sortent avec le Psautier de Genève, le Psautier de Lyon.
Aujourd'hui les psautiers sont édités en français, avec parfois le texte latin en vis-à-vis.

## Exemples de psautiers

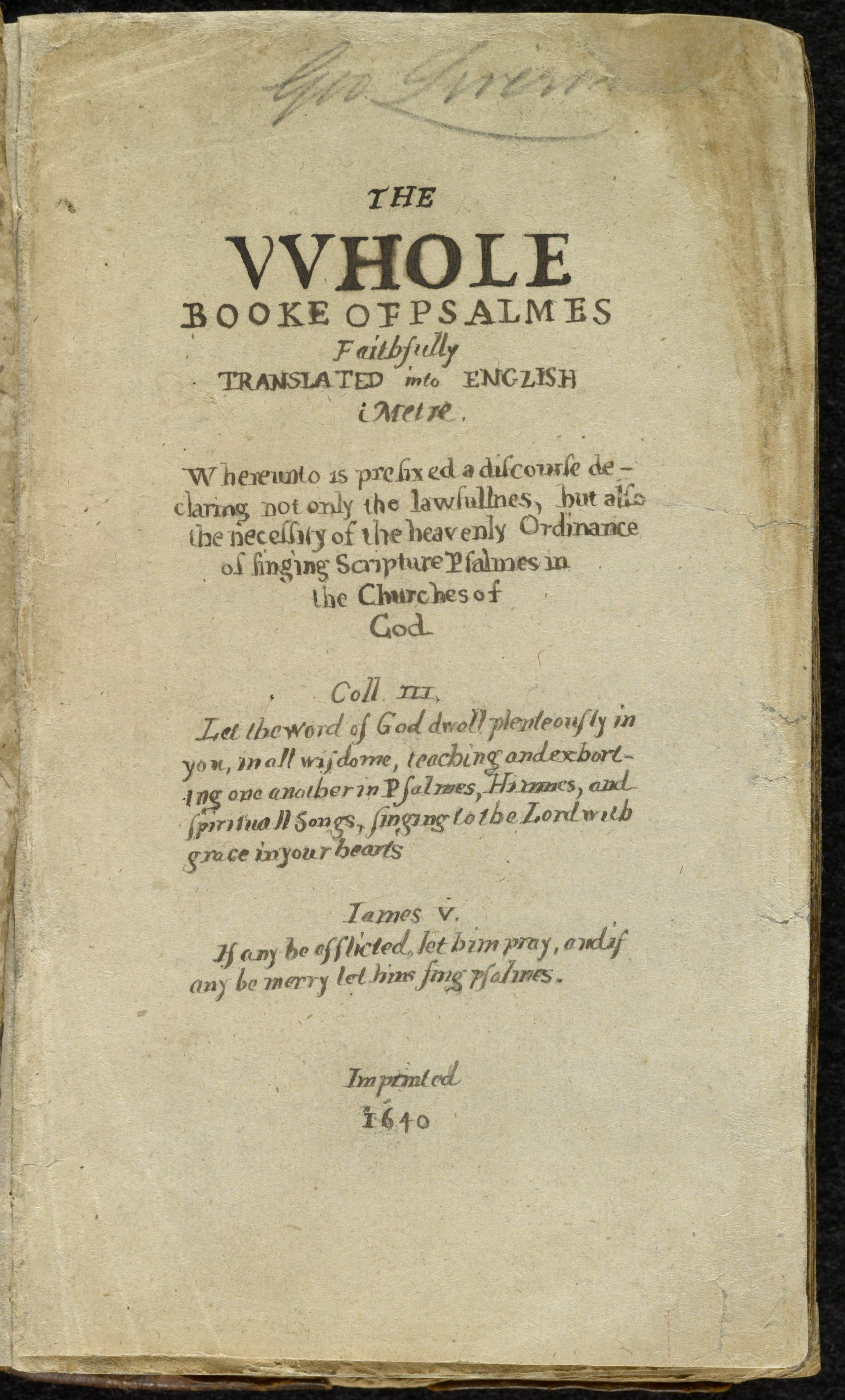
Page de titre du Bay Psalm Book, 1640, Bibliothèque du Congrès (États-Unis).

Le Bay Psalm Book est le premier ouvrage imprimé sur le continent américain. Le tirage originel est de 1 700 exemplaires, dont onze exemplaires sont conservés. En novembre 2013, l'un de ces exemplaires restants a été vendu aux enchères pour la somme de 14,165 millions de dollars américains, ce qui en fait à cette date le livre le plus cher vendu aux enchères.

### Psautiers médiévaux

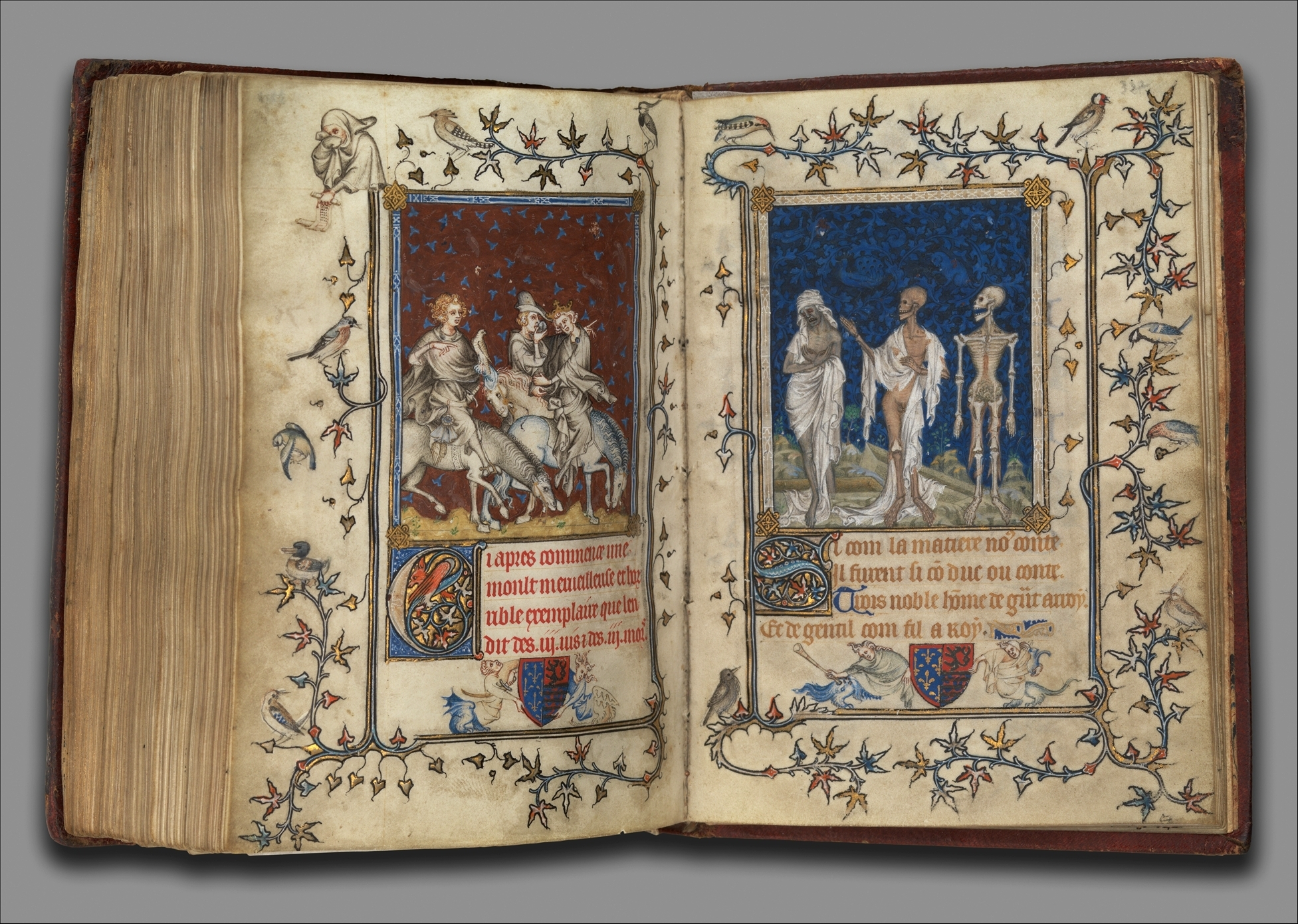
Psautier de Bonne de Luxembourg, les trois morts et les trois vifs, folios 321-322.

- Psautier de Bonne de Luxembourg
- Psautier de Bosworth
- Psautier Chludov
- Psautier de Corbie
- Psautier de Dagulf
- Psautier d'Eadwine
- Psautier d'Egbert
- Psautier d'Henri de Blois
- Psautier d'Ingeburge
- Psautier de Louis le Germanique
- Psautier de Mayence
- Psautier d'or de Saint-Gall
- Psautier d'Oxford
- Psautier de Paris (Xe siècle)
- Psautier de Ramsey
- Psautier d'Utrecht

### Psautiers Renaissance
- Psautier de Zinna (incunable)
- Psautier de Genève (Psautier Huguenot)
- Psautier de Paris (XVIe siècle)

### PsautiersXXeetXXIesièclesprotestants
contenant psaumes et cantiques : 
- 1938 : Louange et Prière[3], par la FPF pour les églises évangéliques de France et de Belgique, aux éditions Delachaux & Niestlé à Paris
- 1979 : Nos cœurs te chantent par FPF[4] sorti chez Oberlin
- 1988 : Arc en Ciel, par Réveil Publications[5]  de l'Église Réformée en Centre-Alpes-Rhone
- 2005 : Alléluia[6] par FPF aux Éditions Olivétan[7]